# HD 209458 b
HD 209458 b este o exoplanetă care orbitează în jurul analogului solar HD 209458, situată în constelația Pegas, la aproximativ 157 de ani-lumină (48 de parseci)  de Sistemul Solar. Raza orbitei planetei este de 0,047 unități astronomice (7,0 x 10^6 km), adică o optime din raza lui Mercur (0,39 unități astronomice; 58 x 10^6 km). Această rază mică are ca rezultat o perioadă orbitală de 3,5 zile pământești și o temperatură estimată la suprafață de aproximativ 1.000 °C (1.270 K). Masa sa este de 220 de ori mai mare decât cea a Pământului (0,69 mase joviene) și volumul său este de aproximativ 2,5 ori mai mare decât cel al lui Jupiter. Masa și volumul mare ale lui HD 209458 b indică faptul că este un gigant gazos.
HD 209458 b reprezintă o serie de repere în cercetarea exoplanetară. A fost prima dintr-o serie de descoperiri semnificative:
- prima exoplanetă în tranzit
- prima planetă detectată prin mai mult de o metodă
- prima exoplanetă despre care se știe că are atmosferă
- prima exoplanetă observată că are o atmosferă de hidrogen în evaporare
- prima exoplanetă găsită a avea o atmosferă care conține elementele oxigen și carbon
- una dintre primele două exoplanete observate direct spectroscopic
- primul gigant gazos extrasolar căruia i-a fost măsurată superfurtuna
- prima planetă a cărei viteză orbitală a fost măsurată, determinând masa sa direct

Pe baza aplicării unor modele teoretice mai noi, din aprilie 2007, se crede că este prima exoplanetă descoperită care are vapori de apă în atmosfera sa.
În iulie 2014, NASA a anunțat descoperirea unor atmosfere foarte uscate pe HD 209458 b și alte două exoplanete (HD 189733 b și WASP-12b) care orbitează stele asemănătoare Soarelui. 
HD 209458 b a primit porecla „Osiris” după zeul egiptean. Această poreclă a fost recunoscută de UAI, dar din 2023 nu a fost încă aprobată ca nume propriu oficial. 

## Detectare și descoperire

### Tranzite
Studiile spectroscopice au dezvăluit pentru prima dată prezența unei planete în jurul lui HD 209458 pe 5 noiembrie 1999. Astronomii efectuaseră măsurători fotometrice precise ale mai multor stele cunoscute a fi orbite de planete, cu speranța de a observa o scădere a luminozității cauzată de tranzitul planetei în fața stelei. Acest lucru necesita ca orbita planetei să fie înclinată astfel încât planeta să treacă între Pământ și stea, iar anterior nu fuseseră detectate tranzite.
La scurt timp după descoperire, două echipe separate au reușit să detecteze un tranzit al planetei în fața stelei, făcând-o prima exoplanetă cunoscută în tranzit. O echipă a fost condusă de David Charbonneau, incluzându-l pe Timothy Brown și alții, iar cealaltă de Gregory W. Henry. Pe 9 și 16 septembrie 1999, echipa lui Charbonneau a măsurat o scădere de 1,7% a luminozității lui HD 209458, atribuită trecerii planetei pe lângă stea. Pe 8 noiembrie, echipa lui Henry a observat un tranzit parțial, detectând doar intrarea planetei. Inițial nesigură de rezultatele sale, echipa lui Henry a decis să grăbească publicarea rezultatelor, după ce a aflat zvonuri că Charbonneau observase cu succes un tranzit complet în septembrie. Lucrările ambelor echipe au fost publicate simultan în același număr al revistei Astrophysical Journal. Fiecare tranzit durează aproximativ trei ore, timp în care planeta acoperă aproximativ 1,5% din suprafața stelei.
Steaua fusese observată de mai multe ori de satelitul Hipparcos, permițând astronomilor să calculeze perioada orbitală a lui HD 209458 b cu o precizie ridicată de 3,524736 zile.

### Spectroscopic
Analiza spectroscopică a arătat că planeta avea o masă de aproximativ 0,69 ori mai mare decât cea a lui Jupiter. Apariția tranzitelor a permis astronomilor să calculeze raza planetei, o caracteristică necunoscută anterior pentru nicio altă exoplanetă. Raza determinată a fost cu aproximativ 35% mai mare decât cea a lui Jupiter. Se emisese anterior ipoteza că Jupiterii fierbinți, în special cei aflați foarte aproape de steaua lor, ar trebui să prezinte acest tip de umflare din cauza încălzirii intense a atmosferei lor exterioare. Încălzirea mareelor provocată de excentricitatea orbitei sale, care ar fi putut fi mai mare la formare, ar fi putut juca, de asemenea, un rol în ultimele miliarde de ani.

### Detectare directă
Pe 22 martie 2005, NASA a anunțat că Telescopul Spațial Spitzer a detectat direct lumină infraroșie provenind de pe planetă, fiind prima detecție de acest tip de la o exoplanetă. Pentru a realiza această detecție, s-a scăzut lumina constantă a stelei gazdă, observându-se diferența pe măsură ce planeta tranzita în fața stelei și era eclipsată în spatele ei. Astfel, s-a putut obține o măsură a luminii emise de planeta în sine. Noile măsurători obținute din această observație au determinat temperatura planetei la minimum 750 °C (1.020 K). De asemenea, s-a confirmat orbita aproape circulară a lui HD 209458 b.

Tranzitul lui HD 209458 b.

### Observarea spectrală
Pe 21 februarie 2007, NASA și revista Nature au anunțat că HD 209458 b era una dintre primele două exoplanete ale căror spectre au fost observate direct, cealaltă fiind HD 189733 b. Această metodă a fost văzută mult timp ca prima posibilitate de a căuta forme de viață extrasolare prin analiza influenței lor asupra atmosferei unei planete. Un grup de cercetători condus de Jeremy Richardson de la Centrul de Zbor Spațial Goddard al NASA a măsurat spectral atmosfera lui HD 209458 b în intervalul de lungimi de undă cuprins între 7,5 și 13,2 micrometri. Rezultatele obținute au contrazis așteptările teoretice în mai multe aspecte. Se prezisese ca spectrul să prezinte un vârf la 10 micrometri, indicând prezența vaporilor de apă în atmosferă, dar un astfel de vârf a lipsit, sugerând absența vaporilor de apă detectabili. Un alt vârf neașteptat a fost observat la 9,65 micrometri, atribuit de cercetători norilor de silicat, un fenomen neobservat anterior. Un alt vârf neașteptat a apărut la 7,78 micrometri, pentru care cercetătorii nu au putut oferi o explicație. O echipă separată, condusă de Mark Swain de la Jet Propulsion Laboratory, a reanalizat datele obținute de Richardson și colaboratorii săi, dar nu a publicat încă rezultatele la momentul apariției articolului Richardson et al., totuși a obținut concluzii similare.
Pe 23 iunie 2010, astronomii au anunțat că au detectat o superfurtună (cu viteze ale vântului de până la 7000 de kilometri pe oră) în atmosfera planetei HD 209458 b. Observațiile de precizie înaltă realizate cu ajutorul Very Large Telescope al ESO și al puternicului său spectrograf CRIRES au relevat că monoxidul de carbon gazos circulă cu o viteză enormă dinspre fața extrem de fierbinte a zilei către fața mai rece a nopții planetei. De asemenea, observațiile au permis o altă premieră interesantă: măsurarea vitezei orbitale a exoplanetei în sine, oferind o determinare directă a masei sale. 
Până în 2021, spectrele atmosferei planetare obținute cu diverse instrumente rămân extrem de inconsistente, indicând fie o atmosferă săracă în metale și temperaturi sub echilibrul corpului negru, fie o compoziție chimică a atmosferei dezechilibrată.

## Rotație
În august 2008, s-a măsurat efectul Rossiter–McLaughlin al lui HD 209458, determinând un unghi de rotație de -4,4 ± 1,4°.
Studiul din 2012 a actualizat unghiul de rotație la −5 ±7°.

## Caracteristici fizice

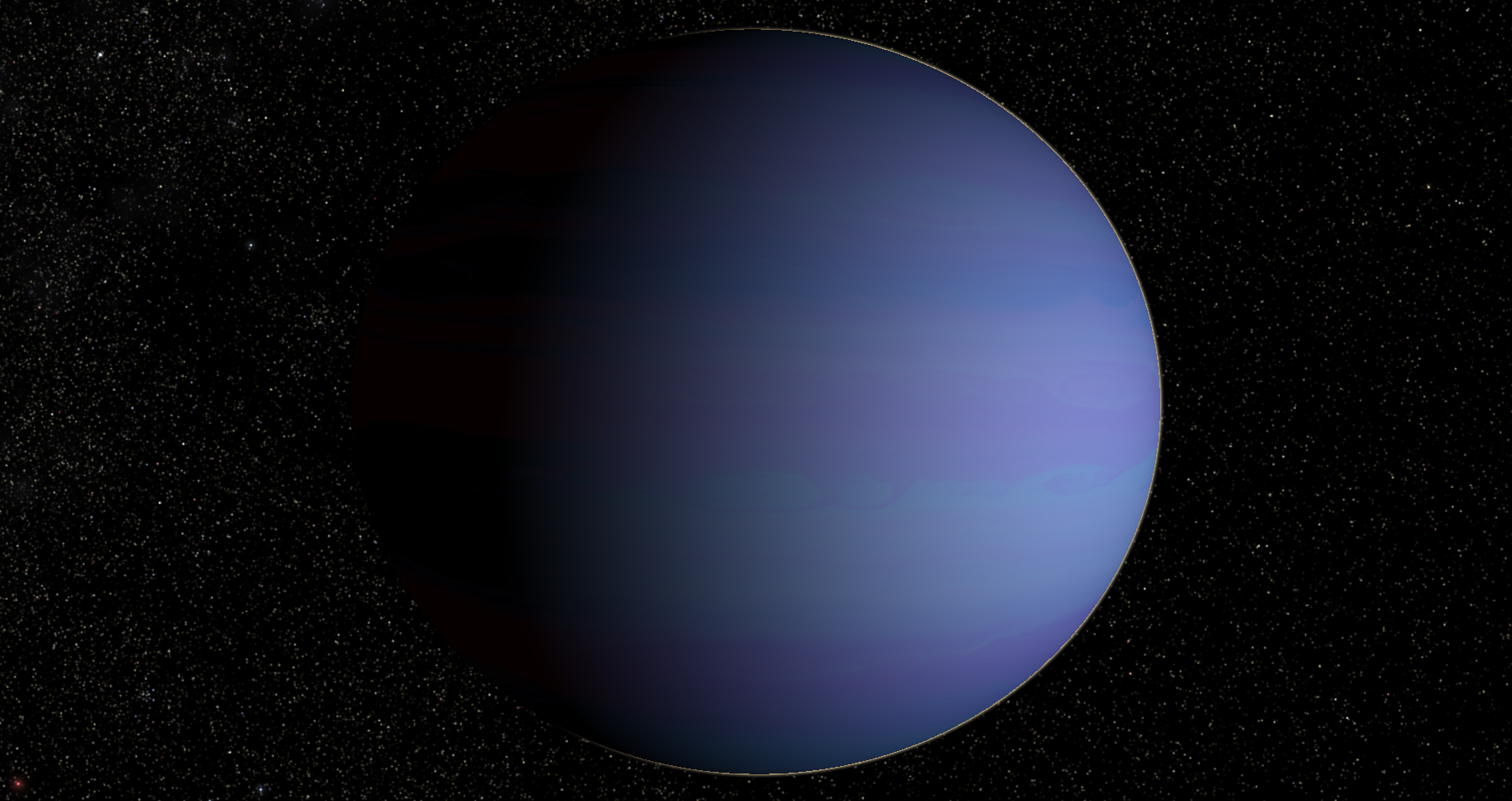
O impresie de artist despre HD 209458 b

### Stratosferă și norii superiori
Atmosfera are o presiune de un bar la o altitudine de 1,29 raze joviene deasupra centrului planetei. 
La o presiune de 33±5 milibari, atmosfera este limpede (probabil hidrogen) și efectul Rayleigh este detectabil. La această presiune, temperatura este de 2.200 ± 260 K (-270,950 ± -13.150 °C). 
Observațiile efectuate de telescopul spațial Microvariability and Oscillations of STars au limitat inițial albedo-ul (sau reflectivitatea) planetei sub 0,3, făcând-o un obiect surprinzător de întunecat. (Albedo-ul geometric a fost ulterior măsurat la 0,038 ± 0,045.) Spre comparație, Jupiter are un albedo mult mai mare, de 0,52. Acest lucru sugerează că stratul superior de nori al lui HD 209458 b este fie alcătuit dintr-un material mai puțin reflectorizant decât cel al lui Jupiter, fie nu are nori și împrăștie radiația primită prin efectul Rayleigh, similar cu oceanul întunecat al Pământului. Modelele ulterioare au arătat că între vârful atmosferei sale și gazul fierbinte și de înaltă presiune care înconjoară mantaua există o stratosferă de gaz mai rece. Aceasta implică un înveliș exterior de nori întunecați, opaci și fierbinți, de obicei considerați a fi compuși din oxizi de vanadiu și titan, dar alți compuși, precum tolinul, nu pot fi excluși încă. Un studiu din 2016 indică o acoperire noroasă de mare altitudine, cu o densitate de aproximativ 57%. Hidrogenul încălzit care împrăștie radiația prin efectul Rayleigh se află în vârful stratosferei; partea absorbantă a stratului de nori plutește deasupra ei la 25 de milibari.

### Exosfera
Pe 27 noiembrie 2001, astronomii au anunțat detectarea sodiului în atmosfera planetei HD 209458 b, utilizând observații efectuate cu Telescopul Spațial Hubble. Aceasta a marcat prima măsurătoare a atmosferei unei planete din afara Sistemului Solar. Nucleul liniei de sodiu se extinde de la presiuni de 50 de milibari la un microbar. Cantitatea de sodiu detectată este de aproximativ o treime din cea prezentă în atmosfera planetei HD 189733 b.
Datele ulterioare nu au confirmat prezența sodiului în atmosfera lui HD 209458 b, așa cum se susținea în 2020.
Între 2003 și 2004, astronomii au utilizat spectrograful de imagistică al telescopului spațial Hubble pentru a descoperi un înveliș elipsoidal enorm de hidrogen, carbon și oxigen în jurul planetei, care ajunge la 10.000 K (-263.150 °C). Exosfera de hidrogen se extinde până la o distanță de R H = 3,1 R J, semnificativ mai mare decât raza planetară de 1,32 R J. La această temperatură și distanță, distribuția Maxwell-Boltzmann a vitezelor particulelor generează o „coadă” semnificativă de atomi care se mișcă la viteze mai mari decât viteza de evacuare. Se estimează că planeta pierde aproximativ 100-500 de milioane de kilograme de hidrogen pe secundă. Analiza luminii stelare  care traversează învelișul relevă că atomii mai grei de carbon și oxigen sunt îndepărtați de pe planetă de către „forța hidrodinamică” extremă creată de atmosfera sa de hidrogen în evaporare. Coada de hidrogen care se scurge de pe planetă are o lungime de aproximativ 200.000 de kilometri, echivalentă cu diametrul său.
Se crede că acest tip de pierdere a atmosferei este posibil să fie comun tuturor planetelor care orbitează stelele asemănătoare Soarelui la o distanță mai mică de aproximativ 0,1 unități astronomice (15×10^6 km). HD 209458 b nu se va evapora complet, deși este posibil să fi pierdut până la aproximativ 7% din masa sa pe parcursul duratei sale de viață estimate de 5 miliarde de ani. Este posibil ca câmpul magnetic al planetei să prevină această pierdere, deoarece exosfera ar fi ionizată de stea, iar câmpul magnetic ar reține ionii, împiedicându-i să se piardă.

### Compoziția atmosferei
Pe 10 aprilie 2007, Travis Barman de la Observatorul Lowell a anunțat descoperirea unor dovezi care sugerează prezența vaporilor de apă în atmosfera planetei HD 209458 b. Utilizând o combinație de măsurători publicate anterior de Telescopul Spațial Hubble și noi modele teoretice, Barman a identificat semnale semnificative ale absorbției apei în atmosfera planetei. Metoda sa a implicat modelarea luminii care traversa direct atmosfera planetei de la steaua sa, în timpul tranzitului planetei. Totuși, această ipoteză necesita confirmare prin investigații suplimentare.
Barman s-a bazat pe datele și măsurătorile obținute de studenta Heather Knutson de la Universitatea Harvard, utilizând Telescopul Spațial Hubble. El a aplicat apoi noi modele teoretice pentru a demonstra probabilitatea absorbției apei în atmosfera planetei. Planeta orbitează în jurul stelei sale gazdă la fiecare trei zile și jumătate, iar cu fiecare tranzit, compoziția atmosferică poate fi analizată prin studierea modului în care atmosfera absoarbe lumina stelei care trece prin ea către Pământ.
Potrivit unui rezumat al cercetării, absorbția apei în atmosfera unei astfel de exoplanete determină o creștere a dimensiunii aparente a planetei în anumite regiuni ale spectrului infraroșu, comparativ cu lungimile de undă din spectrul vizibil. Barman a utilizat datele obținute de Knutson cu telescopul Hubble pentru HD 209458 b, le-a integrat în modelul său teoretic și ar fi identificat absorbția apei în atmosfera planetei.
Pe 24 aprilie, astronomul David Charbonneau, conducătorul echipei care a realizat observațiile cu telescopul Hubble, a atras atenția asupra posibilității ca telescopul în sine să fi introdus variații care au indus modelul teoretic să sugereze prezența apei. El a exprimat speranța că observații suplimentare vor clarifica problema în lunile următoare. Începând cu aprilie 2007, cercetări suplimentare au fost în curs de desfășurare.
Pe 20 octombrie 2009, cercetătorii de la JPL au anunțat descoperirea vaporilor de apă, dioxidului de carbon și metanului în atmosfera planetei HD 209458 b.
Spectrele rafinate obținute în 2021 au detectat, de fapt, vapori de apă, monoxid de carbon, cianură de hidrogen, metan, amoniac și acetilenă, toate fiind în concordanță cu un raport molar carbon-oxigen extrem de ridicat de 1,0 (spre deosebire de Soare, care are un raport molar C/O de 0,55). Dacă acest lucru este confirmat, HD 209458 b  putea reprezenta un exemplu remarcabil de planetă de carbon.

## Câmp magnetic
În 2014, existența unui câmp magnetic în jurul planetei HD 209458 b a fost dedusă din modul în care hidrogenul se evapora de pe suprafața sa. Această descoperire a reprezentat prima detecție indirectă a unui câmp magnetic pe o exoplanetă. Se estimează că puterea câmpului magnetic este de aproximativ o zecime din cea a lui Jupiter.
- 51 Pegasi b

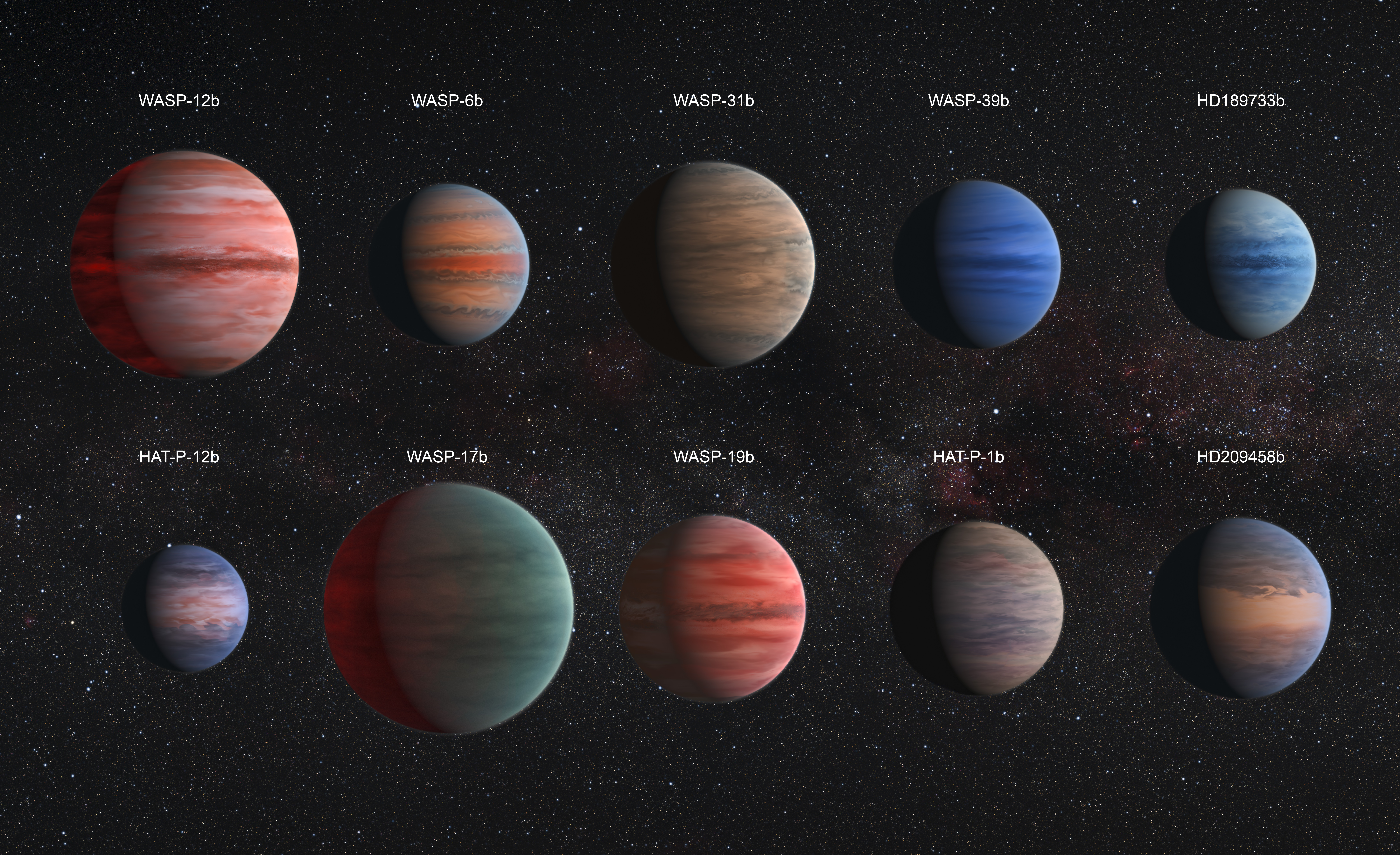
Comparație dintre exoplanete de tip „Jupiter fierbinte” (concept de artist).De la stânga sus la dreapta jos: WASP-12b, WASP-6b, WASP-31b, WASP-39b, HD 189733b, HAT-P-12b, WASP-17b, WASP-19b, HAT-P-1b și HD 209458b.

- YZ Ceti o altă exoplanetă cu dovezi ale câmpurilor magnetice
- HAT-P-11b o altă exoplanetă cu dovezi ale câmpurilor magnetice
- Tau Boötis b o altă exoplanetă solară cu dovezi ale câmpurilor magnetice